# Slammiversary VIII
Slammiversary VIII – gala wrestlingu zorganizowana przez Total Nonstop Action Wrestling (TNA). Odbyła się 13 czerwca 2010 w Impact Zone w Orlando na Florydzie. Była to szósta gala z cyklu Slammiversary oraz szóste wydarzenie pay-per-view TNA w 2010 roku.

## Wyniki walk
Karta wydarzenia obejmowała dziewięć walk:
| Nr                                 | Wyniki                                                                          | Stypulacje                                          | Czas  |
| ---------------------------------- | ------------------------------------------------------------------------------- | --------------------------------------------------- | ----- |
| 1                                  | Kurt Angle pokonał Kazariana                                                    | Singles match                                       | 14:15 |
| 2                                  | Douglas Williams (c) pokonał Briana Kendricka                                   | Singles match o TNA X Division Championship         | 9:33  |
| 3                                  | Madison Rayne (c) pokonała Roxxi                                                | Title vs. Career match o TNA Knockouts Championship | 4:42  |
| 4                                  | Jesse Neal pokonał Brother Raya                                                 | Singles match                                       | 5:51  |
| 5                                  | Matt Morgan pokonał Hernandeza przez dyskwalifikację                            | Singles match                                       | 5:18  |
| 6                                  | Abyss pokonał Desmonda Wolfe’a (z Chelsea)                                      | Monster’s Ball match                                | 11:45 |
| 7                                  | Jay Lethal pokonał AJ Stylesa (z Rikiem Flairem)                                | Singles match                                       | 16:45 |
| 8                                  | Jeff Hardy i Mr. Anderson pokonali Beer Money, Inc.(James Storm i Robert Roode) | Tag team match                                      | 13:55 |
| 9                                  | Rob Van Dam (c) pokonał Stinga                                                  | Singles match o TNA World Heavyweight Championship  | 10:58 |
| (c) – mistrz/mistrzyni przed walką |                                                                                 |                                                     |       |